# Ichneumon anticus
Ichneumon anticus är en stekelart som beskrevs av Geoffroy 1785. Ichneumon anticus ingår i släktet Ichneumon och familjen brokparasitsteklar. Inga underarter finns listade i Catalogue of Life.